# Towarzystwo Przyjaciół Muzeum Sztuki Nowoczesnej w Warszawie
Towarzystwo Przyjaciół Muzeum Sztuki Nowoczesnej w Warszawie zostało powołane przez członków założycieli w 2008 roku, tuż po otwarciu pierwszej siedziby Muzeum Sztuki Nowoczesnej w Warszawie przy ul. Pańskiej 3. W skład komitetu założycielskiego wchodzą: Marcel Andino Velez, Małgorzata Charyło, Sebastian Cichocki, Łukasz Gorczyca, Maciej Grabowski, Robert Jarosz, Michał Kaczyński, Ewa Łabno Falęcka, Joanna Mytkowska, Grzegorz Musiał, Krzysztof Nowakowski, Monika Sosnowska, Elżbieta Ofat, Paweł Pietkiewicz, Katarzyna Prokesz, Piotr Staniszewski.
Celem Towarzystwa jest wspieranie statutowej działalności Muzeum Sztuki Nowoczesnej w Warszawie, w szczególności w rozwoju kolekcji dzieł sztuki nowoczesnej, działalności edukacyjnej w dziedzinie sztuki nowoczesnej oraz ochronie dóbr kultury. Towarzystwo posiada statut organizacji pożytku publicznego.
Towarzystwo Przyjaciół Muzeum Sztuki Nowoczesnej w Warszawie realizuje swoje cele poprzez inspirowanie działalności naukowej i kulturalnej, zakup dzieł sztuki do kolekcji Muzeum Sztuki Nowoczesnej w Warszawie, utrzymywanie kontaktów z krajowymi i międzynarodowymi organizacjami o podobnym profilu oraz inicjowanie wydarzeń (takich jak oprowadzania po galeriach, wizyty w pracowniach artystów, wspólne wyjazdy na wydarzenia krajowe i zagraniczne, na przykład Biennale w Wenecji, Monumenta oraz targi sztuki Frieze London, Fiac, Art Basel) lub konferencji.
Przez ostatnie 10 lat działalności Towarzystwo wsparło wiele zakupów dzieł do kolekcji lub uzupełniało wkład własny Muzeum na zakupy w ramach funduszu Ministerstwa Kultury i Dziedzictwa Narodowego. Dotyczy to między innymi rysunku Andrzeja Wróblewskiego „Muzeum”, oraz prac artystów takich jak Mirosław Bałka, Goshka Macuga, Zbigniew Libera, Lynette Yiadom-Boakye, a także Lukas Müller oraz Mikołaj Sobczak.
We współpracy z „Friend of a Friend” Warsaw Towarzystwo Przyjaciół Muzeum Sztuki Nowoczesnej w Warszawie zakupiło do kolekcji MSN prace Seana Mullinsa, Davida Flaughera oraz Shany Moulton.
Statutowy cel upowszechniania sztuki nowoczesnej realizowany jest także poprzez przygotowywanie i udostępnianie edycji kolekcjonerskich, które powstają we współpracy z artystami związanymi z Muzeum. Dochód z edycji przeznaczony jest na finansowanie bieżącej działalności Towarzystwa. Powstały dotychczas edycje artystów takich jak Bownik, Agnieszka Brzeżańska, Aneta Grzeszykowska & Jan Smaga, Ewa Juszkiewicz, Nikita Kadan, Eustachy Kossakowski, Zuza Krajewska, Zbigniew Libera, Goshka Macuga, Rafał Milach, Paulina Ołowska, Witek Orski, Błażej Pindor, Agnieszka Polska, Tadeusz Rolke, Patryk Różycki, Wilhelm Sasnal, Aleksandra Waliszewska.
Towarzystwo Przyjaciół Muzeum Sztuki Nowoczesnej w Warszawie wspiera także niezależne akcje charytatywne takie jak Charytatywna Aukcja Sztuki Refugees Welcome, Charytatywna Aukcja Sztuki Fundacji Wysokich Obcasów oraz Charytatywna Aukcja Fundacji Razem Pamoja.
Do Towarzystwa Przyjaciół Muzeum Sztuki Nowoczesnej w Warszawie może zapisać się każdy, kto chce wspierać Muzeum Sztuki Nowoczesnej w Warszawie, którego nowa siedziba na placu Defilad w Warszawie zostanie otwarta pod koniec 2024 roku. Istnieją trzy oficjalne rodzaje członkostwa: Przyjaciel, Patron oraz Mecenas. Towarzystwo działa na rzecz tworzenia kręgu miłośników sztuki, filantropów, kolekcjonerów, profesjonalistów oraz autorytetów.
W obecny skład Zarządu Towarzystwa Przyjaciół Muzeum Sztuki Nowoczesnej w Warszawie wchodzą: dr Aleksandra Auleytner, Michał Borowik, Helena Czernecka, Anna Grajewska, Krzysztof Nowakowski oraz Kinga Szafrankowska.